# Astrebla
Astrebla е род ксерофитни треви, виреещи в Австралия.

## Описание
Представителите на този род могат да са едногодишни или многогодишни растения. Съцветието е класовидно, цветчетата са двуполови.
Родът е известен като трева на Мичъл по името на шотландския изследовател Томас Мичъл.